# ولف كيلمان
ولف كيلمان هو حاخام كندي، ولد في 27 نوفمبر 1923، وتوفي في 26 يونيو 1990 بسبب ورم ميلانيني.